# Tăng valine máu
Tăng valine máu, là một rối loạn trao đổi chất NST thường lặn hiếm trong đó mức tiết niệu và huyết thanh của các amino acid chuỗi nhánh valin được nâng lên, không cao có liên quan thuộc nhánh chuỗi amino acid leucine và isoleucine. Nó được gây ra bởi sự thiếu hụt enzyme valine transaminase.

## Trình bày
Xuất hiện ở trẻ nhỏ, các triệu chứng bao gồm thiếu thèm ăn, nôn mửa, mất nước, hạ huyết áp và không phát triển mạnh.

## Di truyền học

Hypervalinemia có kiểu di truyền lặn tự phát.

Hypervalinemia được di truyền theo cách lặn tự phát. Điều này có nghĩa là gen khiếm khuyết chịu trách nhiệm về rối loạn nằm trên một bộ tự động và hai bản sao của gen khiếm khuyết (một gen được di truyền từ mỗi cha mẹ) là bắt buộc để sinh ra chứng rối loạn. Cha mẹ của một cá nhân mắc chứng rối loạn lặn tự phát đều mang một bản sao của gen khiếm khuyết, nhưng thường không gặp bất kỳ dấu hiệu hoặc triệu chứng nào của rối loạn.